# Biała (comuna do Condado de Wieluń)
Biała (polaco: Gmina Biała) é uma gminy (comuna) na Polónia, na voivodia de Lodz e no condado de Wieluński. A sede do condado é a cidade de Biała Druga.
De acordo com os censos de 2004, a comuna tem 5498 habitantes, com uma densidade 73,3 hab/km².

## Área
Estende-se por uma área de 74,99 km², incluindo:
- área agricola: 88%
- área florestal: 3%

## Demografia
Dados de 30 de Junho 2004:
|                      | Total   | Total | Mulheres | Mulheres | Homens  | Homens |
| -------------------- | ------- | ----- | -------- | -------- | ------- | ------ |
|                      | pessoas | %     | pessoas  | %        | pessoas | %      |
| População            | 5498    | 100   | 2787     | 50,7     | 2711    | 49,3   |
| Densidade (pop./km²) | 73,3    | 100   | 37,2     | 37,2     | 36,2    | 36,2   |

De acordo com dados de 2002, o rendimento médio per capita ascendia a 1329,52 zł.

## Subdivisões
- Biała Druga, Biała-Kopiec, Biała Parcela, Biała Pierwsza, Biała Rządowa, Brzoza, Janowiec, Kopydłów, Łyskornia, Młynisko, Naramice, Radomina, Rososz, Śmiecheń, Wiktorów, Zabłocie.

## Comunas vizinhas
- Czarnożyły, Czastary, Lututów, Łubnice, Skomlin, Sokolniki, Wieluń